# Drepanosticta makilingia
Drepanosticta makilingia là loài chuồn chuồn trong họ Platystictidae. Loài này được Gapud mô tả khoa học đầu tiên năm 2006.